# Jawory-Wielkopole
Jawory-Wielkopole – wieś sołeckaw Polsce położona w województwie mazowieckim, w powiecie ostrołęckim, w gminie Goworowo.
W latach 1975–1998 miejscowość administracyjnie należała do województwa ostrołęckiego.
Wierni Kościoła rzymskokatolickiego należą do parafii Podwyższenia Krzyża Świętego w Goworowie.